# AirTag
El AirTag es un dispositivo de localización desarrollado por Apple. Está diseñado para actuar como un localizador de llaves, que ayuda a las personas a encontrar objetos personales (por ejemplo, llaves, bolsos, prendas de vestir, pequeños dispositivos electrónicos, vehículos).
Se anunció el 20 de abril de 2021, y utilizan la red Buscar de Apple, que se calcula que a principios de 2021 estaría formada por unos mil millones de dispositivos en todo el mundo que detectan e informan anónimamente de las señales Bluetooth emitidas.

## Dispositivos compatibles
Se puede utilizan con cualquier dispositivo iPhone, iPad o iPod Touch capaz de ejecutar iOS/iPadOS 14.5 o posterior, incluido iPhone 6S o posterior (incluidos iPhone SE 1, 2 y 3). Gracias al chip U1 integrado en el iPhone 11 o posterior (excepto los modelos iPhone SE), los usuarios pueden localizar objetos con mayor precisión utilizando la tecnología de banda ultraancha (UWB).

## Historia
En abril de 2019, circularon rumores sobre un misterioso producto en desarrollo. En febrero de 2020, Asahi Kasei estaba preparada para suministrar a Apple componentes UWB para el rumoreado AirTag, previsto inicialmente para mediados de 2020. La confirmación oficial de Apple llegó a través de un vídeo de YouTube el 2 de abril de 2020. La versión de iOS 14.0 reveló un código que detallaba la batería extraíble exclusiva del AirTag. En marzo de 2021, MacWorld informó sobre la interfaz Buscar de iOS 14.5 beta, que introducía "Elementos" y "Accesorios" para la compatibilidad con este dispositivo. AppleInsider también señaló advertencias de seguridad para "AirTags no autorizados" en la beta.

## Características

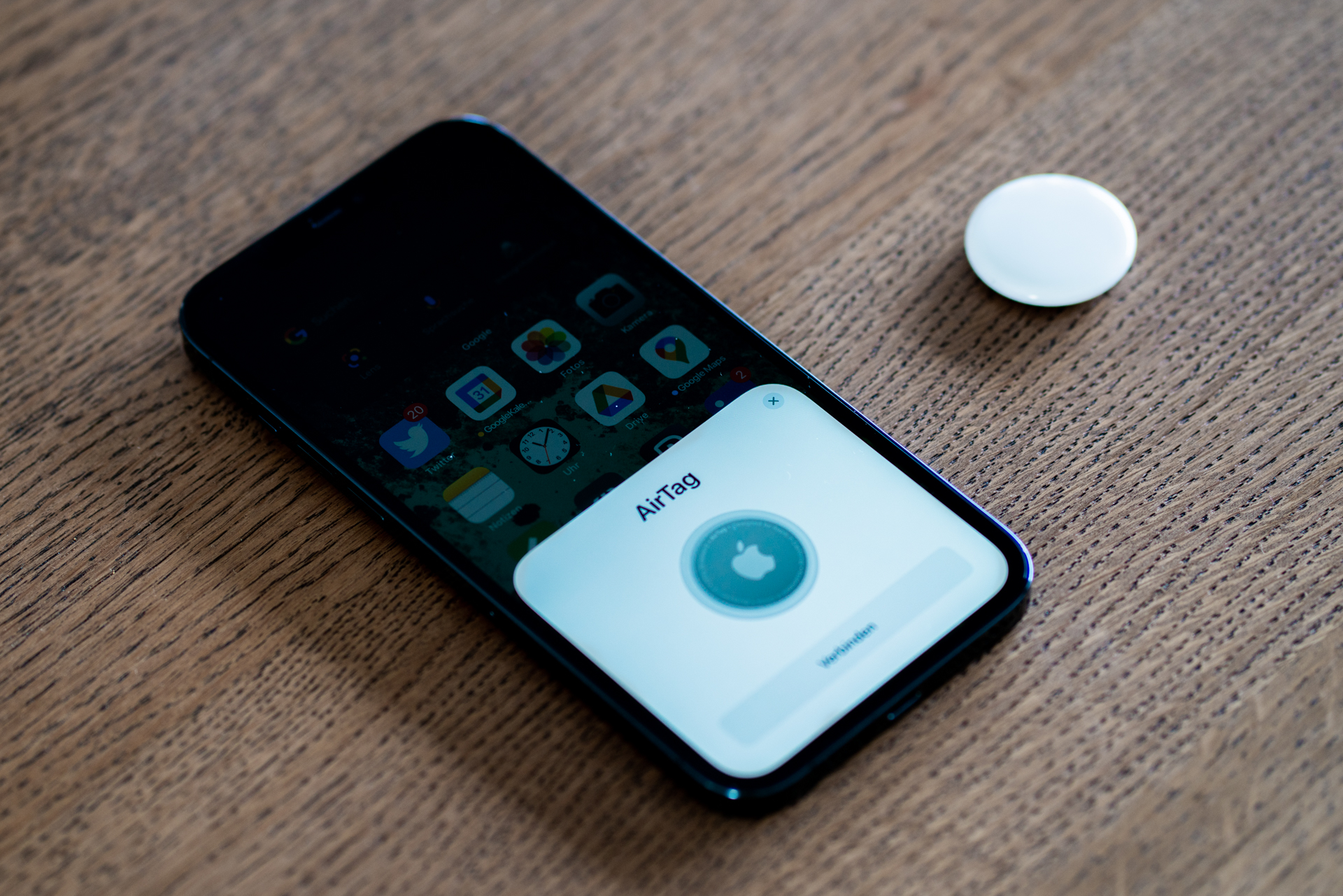
Un Airtag, siendo sincronizado a un Iphone 12 Pro Max

Para ayudar a evitar un seguimiento no deseado, un dispositivo iOS/iPadOS alertará a su propietario si el AirTag de otra persona parece estar con él, en lugar de con el propietario del localizador, durante demasiado tiempo. Los usuarios pueden marcar los AirTag como perdidos, mostrando la información de contacto a través de NFC para los usuarios de iPhone y un enlace a un sitio web para los teléfonos Android y Windows 10 Mobile. Utilizan una pila de botón CR2032 con un año de duración, tienen un alcance Bluetooth de unos 100 metros y son resistentes al agua con una clasificación IP67. Cada Apple ID está limitada a 16 unidades.